# Päivi Paunu

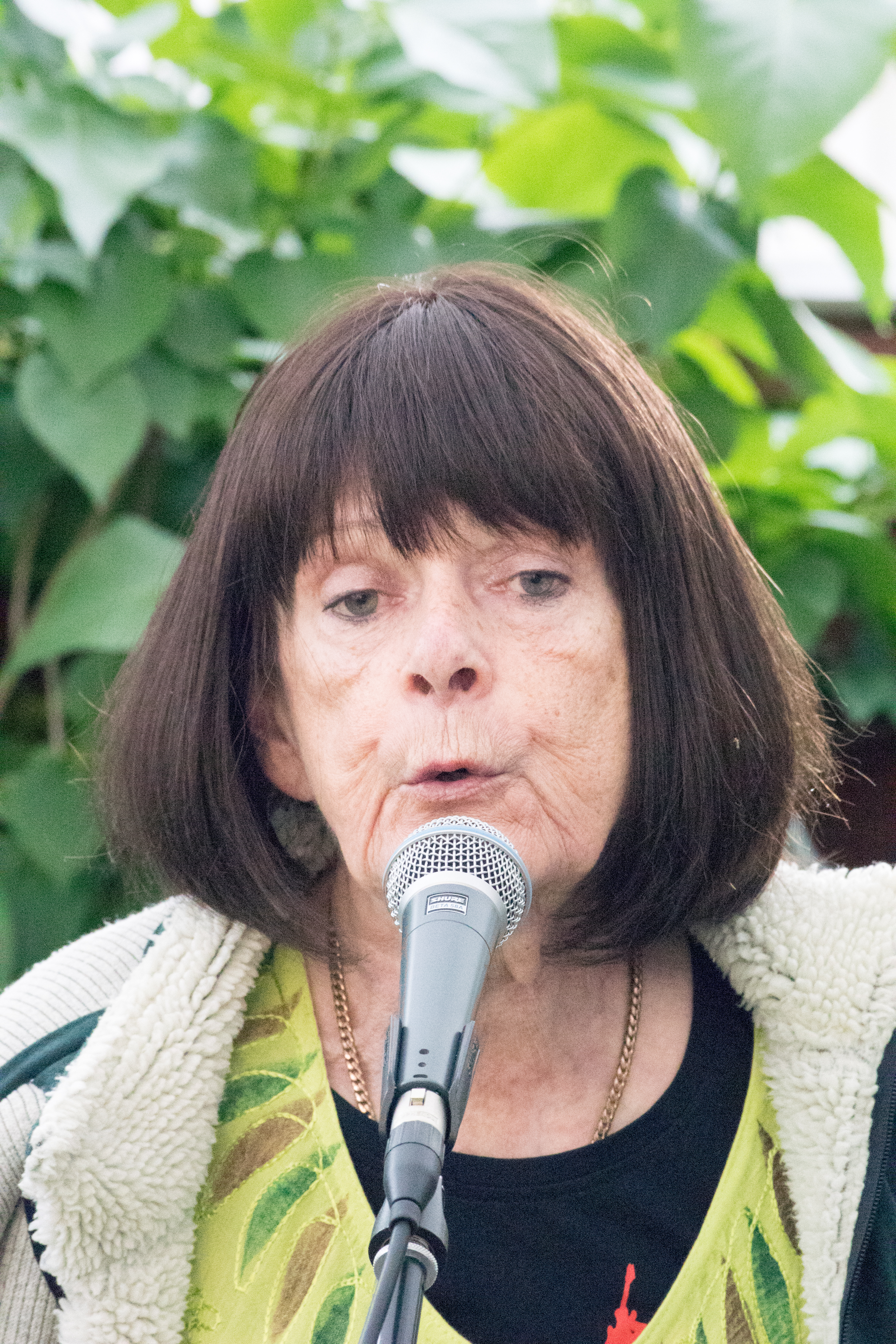
Päivi Paunu (2014)

Päivi Paunu (* 20. September 1946 in Helsinki; † 14. Dezember 2016) war eine finnische Schlagersängerin.

## Leben und Wirken
Ab 1966 erschienen erste Tonträger von ihr. Sie wurde zusammen mit dem Sänger Kim Floor ausgewählt, für Finnland beim Eurovision Song Contest 1972 anzutreten. In Edinburgh erreichten sie mit ihrem folkloristischen Titel Muistathan den zwölften Platz.
Nach einem Studium an der Universität Helsinki in den 1980er Jahren wurde sie als Logopädin tätig. Sie hatte immer noch Gastauftritte als Sängerin.